# Totești
Totești [ˈtoteʃtʲ] (ungarisch Totesd) ist eine Gemeinde im Kreis Hunedoara, in der Region Siebenbürgen in Rumänien.
Der Ort ist auch unter der ungarischen Bezeichnungen Tótfalu bekannt.

## Geographische Lage

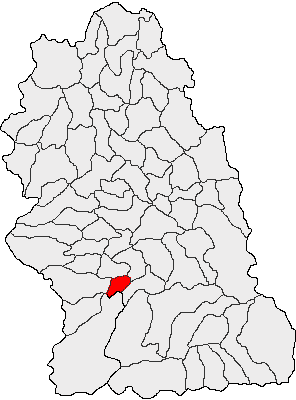
Lage der Gemeinde Totești im Kreis Hunedoara

Die Gemeinde Totești liegt im Südwesten Siebenbürgens links des Râul Mare – ein Zufluss des Strei (Strell) – im historischen Hatzeger Land (auch Wallenthal; rum. Țara Hațegului). Im südlichen Teil des Kreises Hunedoara an der Nationalstraße DN68 befindet sich der Ort Totești etwa 7 Kilometer südwestlich von der nächstgelegenen Kleinstadt Hațeg; die Kreishauptstadt Deva (Diemrich) liegt etwa 50 Kilometer nördlich von Totești entfernt.

## Geschichte
Der Ort Totești, ein Hörigendorf im historischen Stuhlbezirk Hátszeg des Hunyader Komitats, wurde 1416 erstmals urkundlich erwähnt. Die Geschichte der Besiedlung in der Region reicht jedoch bis in die Römerzeit zurück. Auf dem Areal des Ortes Totești, bei von den Einheimischen Grădiștioara genannt, wurden Reste einer Besiedlung gefunden. Nach Angaben von J. M. Ackner, C. Goos und V. Christescu verlief auf dem Areal der heutigen Gemeinde eine Römerstraße.
Die Bewohner leben heute vorwiegend von der Landwirtschaft und der Viehzucht.

## Bevölkerung
Bei der Volkszählung 1850 lebten auf dem Gebiet der heutigen Gemeinde 1354 Menschen. 1214 davon waren Rumänen, 94 Ungarn, 43 Roma und drei Deutsche. Die höchste Einwohnerzahl (2548) wurde 1956 erreicht. Die höchste Anzahl der Rumänen (2422) wurde 1966, die der Ungarn (140) 1910, die der Roma (66) und die der Deutschen (32) 1930 gezählt. Darüber hinaus bezeichneten sich bei einigen Volkszählungen einige Einwohner als Ukrainer, als Serben und als Slowaken. Die höchste Anzahl der Ukrainer (8) wurde 2002 erreicht. 2002 lebten in der Gemeinde Totești 1993 Menschen, davon waren 1923 Rumänen, 47 Roma, 11 Ungarn, acht Ukrainer, zwei Deutsche, ein Italiener und ein Serbe.

## Sehenswürdigkeiten
- Das Pogány-Landhaus im Dorf Păclișa (Krankendorf), im 18. Jahrhundert errichtet und im 19. Jahrhundert erneuert, steht unter Denkmalschutz.[8]
- Der Staudamm auf dem Gebiet des Dorfes Păclișa.

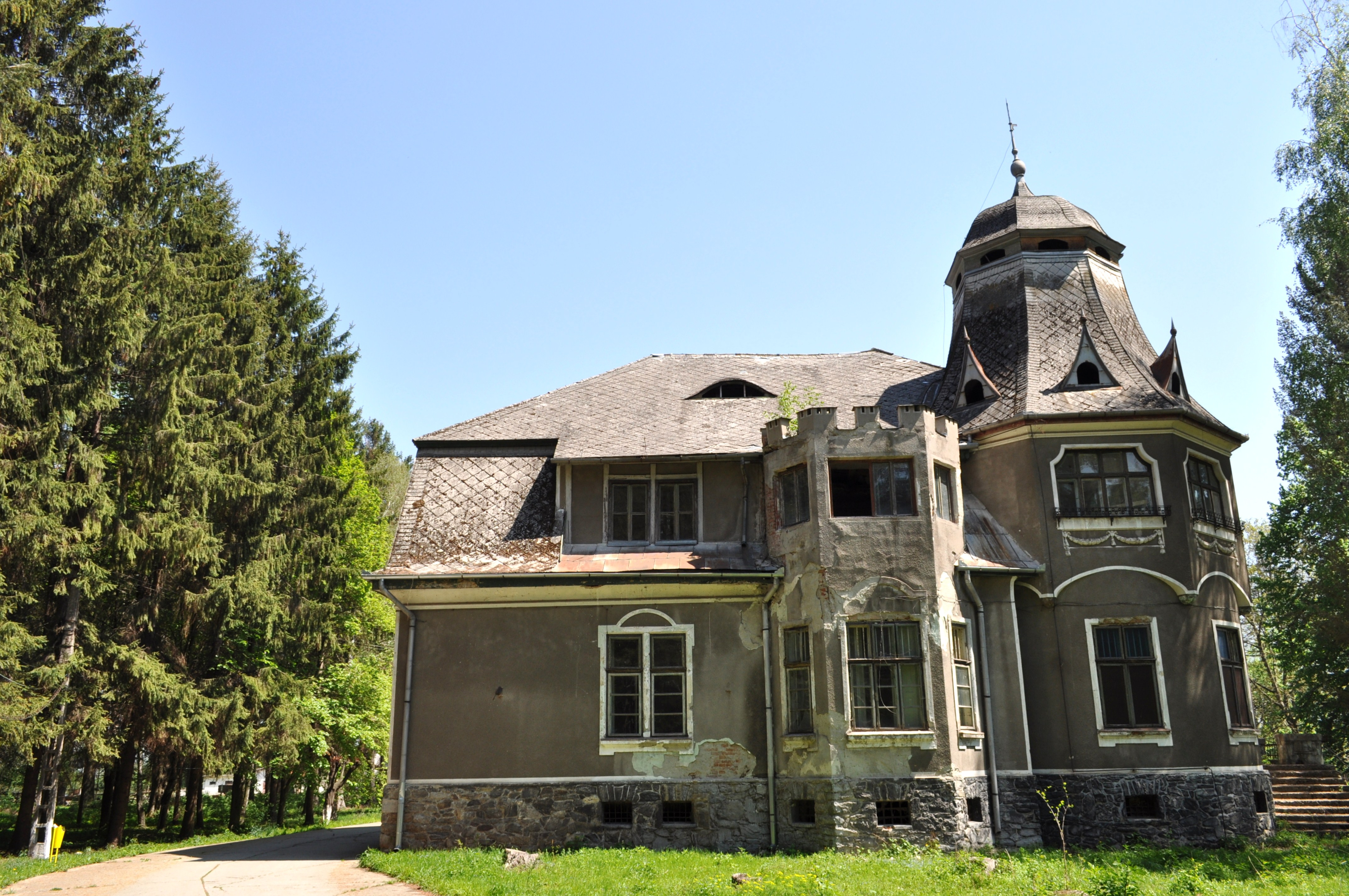
Das Pogány-Landhaus
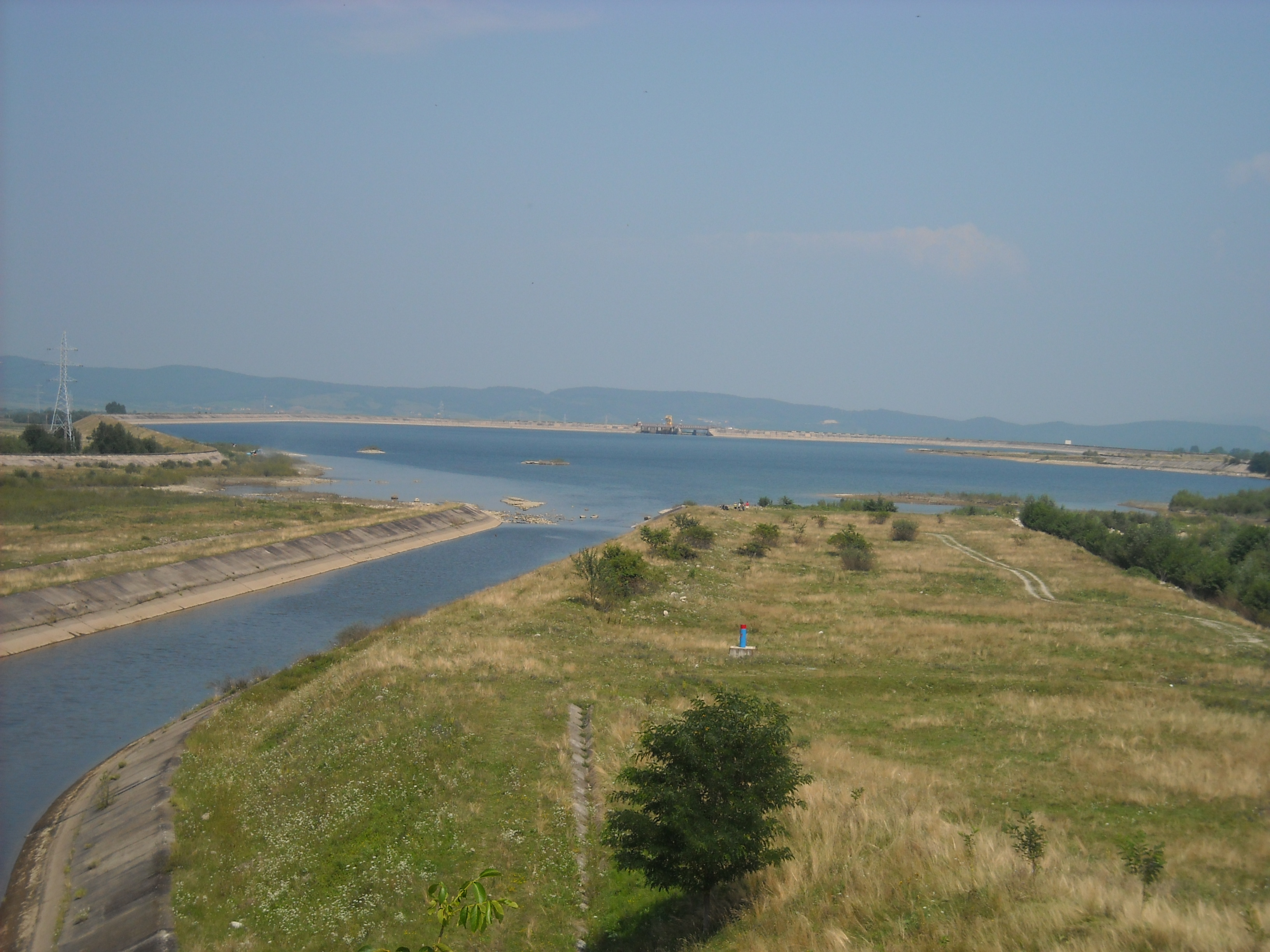
Staudamm bei Păclișa

## Städtepartnerschaften
Totești unterhält Städtepartnerschaft mit Lonay in der Schweiz und Melle in Frankreich.